# جون دويل (محامي)
جون دويل (بالإنجليزية: John Doyle)‏ هو قاضي ومحامي أسترالي، ولد في 4 يناير 1945.